# Patricia Pilchard
Patricia Pilchard (Pau, 23 novembre 1955) è una conduttrice televisiva, modella, annunciatrice televisiva e occasionalmente attrice italiana.

## Biografia
Nel 1974 si diploma al liceo linguistico "Marcelline". In seguito interpreta molte pubblicità televisive per Carosello. A partire dal 1976 svolge l'attività di modella, e nel 1977 svolge un ruolo nel film Operazione Kappa: sparate a vista, che resterà la sua unica esperienza da attrice e nell'annata 1978 la si vede nel ruolo di ragazza-copertina della rivista CQ elettronica a pubblicizzare baracchini CB. Nel 1978 lavora con Enzo Jannacci nel programma radiofonico Radio Sballa ed è annunciatrice dei programmi della nascente Telemilano 58 insieme a Barbara D'Urso; successivamente conduce su Telemilano i programmi Polvere di stelle, Dedicato a... e Goal, dove muovevano i primi passi personaggi come Diego Abatantuono e Giorgio Porcaro.
Nel 1980 conduce sulla Rete 1, insieme a Cinzia De Carolis, Marco Columbro e Gigi Marziali, il programma estivo Fresco fresco, contenitore pomeridiano per ragazzi, in onda dal lunedì al venerdì. Nel dicembre 1981 affianca Claudio Lippi nella conduzione di Questa pazza pazza neve, versione "invernale" del programma estivo Giochi senza frontiere trasmesso sulla Rete 1. Per la stessa rete partecipa, in veste di inviata, al programma TestUno. ndotto da Emilio Fede.
Il 4 maggio 1982 presenta sulla Rete 2 il programma Premio città di Spoleto: "Musica a colori". Nei mesi di luglio e agosto 1982 conduce tutti i giovedì sulla Rete 1 I Consigli di Clacson. Nello stesso anno, viene scelta come prima annunciatrice televisiva dell'emittente esordiente Rete 4 della Arnoldo Mondadori Editore, ruolo che mantiene fino al 1983, conducendo anche il contenitore per ragazzi Topolino show e il quiz Vai col verde: è inoltre l'interprete del bumper pubblicitario della rete. Sempre nel 1983 conduce, sulla stessa rete, il gioco Caccia alle stelle con Enzo Tortora. 
Nel giugno del 1984 partecipa su Rai Uno all'edizione quotidiana del talk show Pranzo in TV conducendo un gioco telefonico a premi con i telespettatori più giovani. Nello stesso anno, affianca Luciano Rispoli nella ripresa de Il gioco dei mestieri, il sabato pomeriggio su Rai Uno. Nel 1985, in diretta da Riva del Garda, conduce su Rai 2 assieme a Mauro Micheloni la "XXIª Mostra Internazionale Musica Leggera". Nel 1987 conduce la prima edizione del programma estivo del mezzogiorno Porto Matto. Nel 1989 passa a TMC come inviata speciale alle manifestazioni motoristiche, in particolare ai Box della Formula 1, avventura che poi prosegue su Italia 1 nel programma Grand Prix con Andrea De Adamich e Guido Schittone.

## Programmi televisivi
- Annunciatrice di Telemilano (1978)
- Polvere di stelle (Telealtomilanese, Telemilano, Canale 5, 1978-1981)
- Dedicato a... (Telemilano, 1979)
- Goal (Telemilano, 1979)
- Fresco fresco (Rete 1, 1980-1982)
- Questa pazza pazza neve (Rete 1, 1981)
- Musica d'estate 1981 (Canale 5, 1981)
- I consigli di Clacson (Rete 1, 1982)
- Annunciatrice di Rete 4 (1982-1983)
- Premio città di Spoleto: "Musica a colori" (Rete 2, 1982)
- Topolino show (Rete 4, 1982-1983)
- Caccia alle stelle (Rete 4, 1983)
- Test - Gioco per conoscersi (Rai 1, 1983-1984)
- Pranzo in TV (Rai 1, 1984)
- Il gioco dei mestieri (Rai 1, 1984)
- Premio Onda TV (Italia 1, 1984)
- XXI Mostra Internazionale Musica Leggera (Rai 2, 1985)
- Miss Liberty (Rai 1, 1986)
- Porto Matto (Rai 1, 1987)
- Gran premio di Formula 1 (Telemontecarlo, 1989-1991)
- Grand Prix (Italia 1, 1991-1996)

## Filmografia
- Operazione Kappa: sparate a vista, regia di Luigi Petrini (1977)